# Cleistanthus malabaricus
Cleistanthus malabaricus är en emblikaväxtart som först beskrevs av Johannes Müller Argoviensis, och fick sitt nu gällande namn av Johannes Müller Argoviensis. Cleistanthus malabaricus ingår i släktet Cleistanthus och familjen emblikaväxter. IUCN kategoriserar arten globalt som sårbar. Inga underarter finns listade i Catalogue of Life.